# Трудолюбівка (Дніпровський район)
Трудолю́бівка — село в Україні, в Солонянській селищній громаді Дніпровського району Дніпропетровської області. Населення станом на 2021 рік — 77 мешканців.

## Географія
Село Трудолюбівка знаходиться на правому березі річки Мокра Сура, вище за течією на відстані 2,5 км розташоване село Червоний Маяк, нижче за течією на відстані 0,5 км розташоване село Привільне, на протилежному березі — село Петрівське. Поруч проходить залізниця, станція Платформа 257 км за 2 км.

## Населення

### Мова
Розподіл населення за рідною мовою за даними перепису 2001 року:
| Мова       | Відсоток |
| ---------- | -------- |
| українська | 94,4 %   |
| російська  | 5,6 %    |

## Інтернет-посилання
- Погода в селі Трудолюбівка

1. ↑  Рідні мови в об'єднаних територіальних громадах України — Український центр суспільних даних